# كليبولي
كليبولي (بالتركية: Gelibolu) هي مديرية في تركيا، تقع في محافظة جنق قلعة، بلغ عدد سكانها 27,160 نسمة وذلك حسب إحصائيات سنة 2007، تبلغ مساحتها 825 كيلومتر مربع، رمزها البريدي هو 17500.

## أعلام
- جلال نوري
- عدنان أديوار
- عارف سامي توكر
- كمال ريس
- بيري رئيس